# Güttingen (Radolfzell)
Die ehemalige Gemeinde Güttingen ist heute ein Stadtteil von Radolfzell am Bodensee im Landkreis Konstanz in Deutschland.

## Geografie
Südwestlich von Güttingen befindet sich der Buchensee.

## Geschichte
Güttingen wurde 860 als Chutininga erstmals erwähnt. Besitzungen hatte das Kloster St. Gallen. Doch schon in frühgeschichtlicher Zeit war die Region besiedelt. So fand sich in Güttingen ein Gräberfeld der Bronze- und Eisenzeit (2./1. Jahrtausend v. Chr.). Im 12. Jahrhundert tauchen die Herren von Güttingen auf, zwei Burgen sind im 16. Jahrhundert erwähnt (Burg Pfingstbühl). Im 15. Jahrhundert gehörte das Niedergericht den Herren von Bodman (Linie zu Möggingen), Reichsministeriale der Staufer, und der Konstanzer Familie Blarer. Letztere verkauften ihren Besitz 1504 an die Herren von Bodman, die ihn an die Herren von Homburg veräußerten und dann wieder zurückkauften. Bei den Herren von Bodman verblieb Güttingen als Hegauer ritterschaftlicher Ort, kam 1806 an Baden und wurde dem Bezirksamt Konstanz zugeordnet.
Am 1. Januar 1975 wurde Güttingen in die Stadt Radolfzell eingegliedert.

## Denkmal
Nördlich von Güttingen und nördlich vom Friedhof erstreckt sich eine vier Meter hohe historische Schanzanlage aus dem Dreißigjährigen Krieg auf 150 Meter Länge zwischen Stahringen und Güttingen.

## Vereine
Der Narrenverein Schimmelreiter Güttingen e. V. führt seinen Namen zurück auf einen schwedischen Offizier auf einem Schimmel, der im Dreißigjährigen Krieg an der Schanz beim Kampf geköpft worden sein soll.